# Quercus texana
Quercus texana es una especie del género Quercus dentro de la familia Fagaceae. Está clasificada en la sección Lobatae; del roble rojo de América del Norte, Centroamérica y el norte de América del Sur que tienen los estilos largos, las bellotas maduran en 18 meses y tienen un sabor muy amargo. Las hojas suelen tener lóbulos con las puntas afiladas, con cerdas o con púas en el lóbulo.

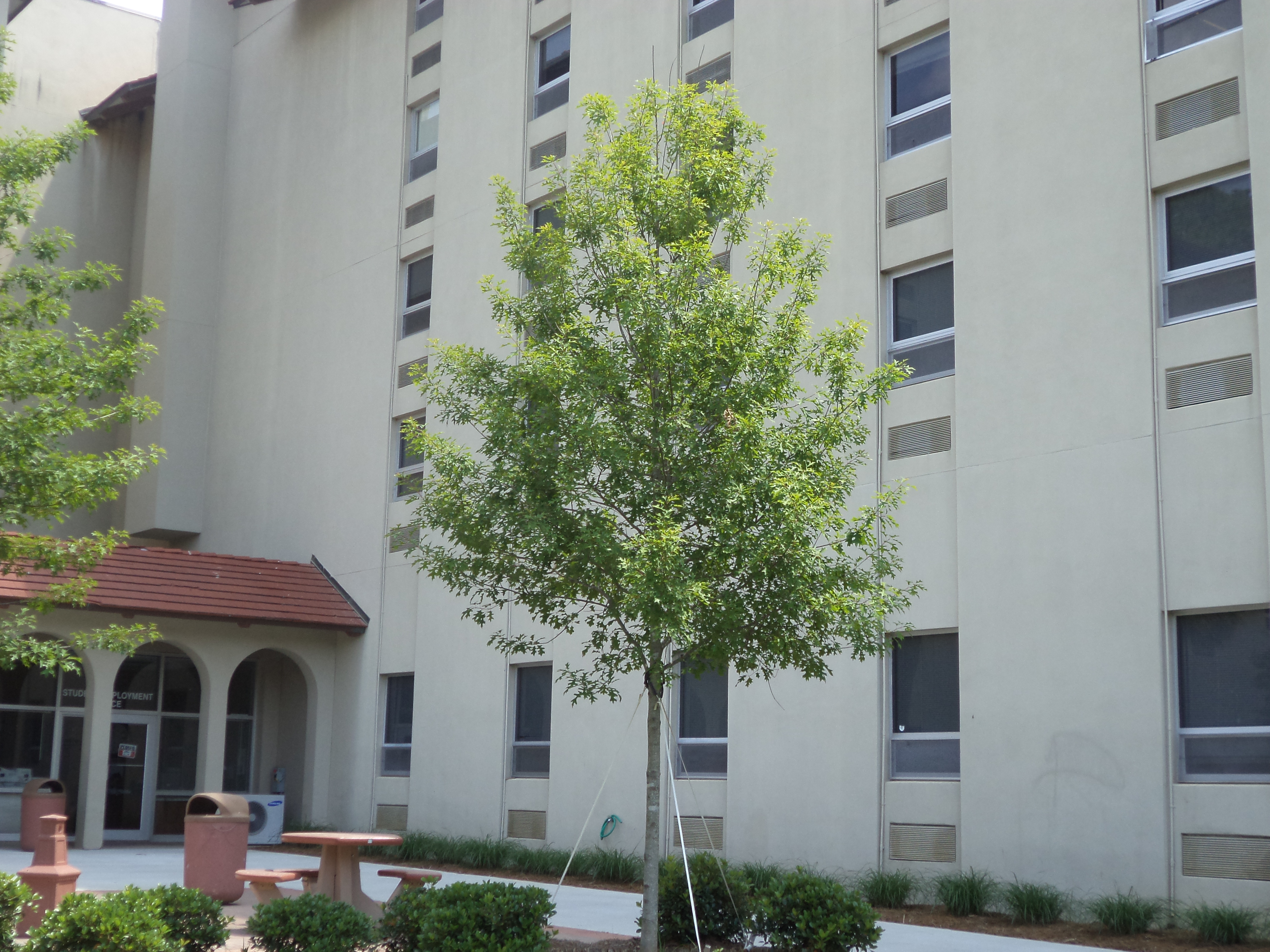
Como árbol ornamental

## Distribución y hábitat
Es un árbol nativo de América del Norte de la parte inferior del río Misisipi, desde el sureste de Misuri hasta el sur de Luisiana y el sureste de Texas y el este a través de Misisipi a Alabama y extremo oeste de Tennessee. Tiene hojas puntiagudas algo similares a las del roble Georgia (Quercus georgiana) y el roble pin (Quercus palustris). Es de rápido crecimiento y por lo general tiene bonitos colores rojos en otoño, mucho más fiable que el Quercus palustris más popular. Todavía es relativamente desconocido en el sector hortícola, pero está ganando lentamente popularidad debido a su rápida tasa de crecimiento, la facilidad de trasplante, buenos colores en la caída de la hoja y la capacidad de crecer en suelos húmedos. Su nombre científico anterior fue Quercus nuttallii, pero en la actualidad se conoce como Quercus texana; esto ha creado mucha confusión con el roble rojo de Tejas, que era conocido como Quercus texana pero ahora se conoce como Quercus buckleyi.

## Taxonomía
Quercus texana fue descrita por Samuel Botsford Buckley y publicado en Proceedings of the Academy of Natural Sciences of Philadelphia 12: 444–445. 1860[1861].
Etimología
Quercus: nombre genérico del latín que designaba igualmente al roble y a la encina.
texana: epíteto geográfico que alude a su localización en Texas.
Sinonimia
- Quercus nuttallii E.J.Palmer
- Quercus nuttallii var. cachensis E.J.Palmer
- Quercus palustris f. nuttallii (E.J.Palmer) C.H.Mull.
- Quercus rubra var. texana (Buckley) Buckley
- Quercus shumardii subsp. texana (Buckley) A.E.Murray
- Quercus shumardii var. texana (Buckley) Ashe[7][8]